# Ploskolebec zakavkazský
Ploskolebec zakavkazský (Gloydius intermedius) je jedovatý had z čeledi zmijovitých, vyskytující se ve střední až severní Asii. Dorůstá délky asi 40 centimetrů, ve vzácnějších případech 60 centimetrů.

## Ekologie
Tento had se vyskytuje především ve stepních biotopech, nejčastěji suchých. Loví malé ptáky, drobné savce a ještěrky. Je živorodý, neklade vejce. Samice rodí mláďata na podzim, může jich být až 20. Jed ploskolebce zakavkazského zatím nebyl podrobně zkoumán, má však zřejmě podobné účinky, jako zmijí jed.